# Bélesta-en-Lauragais
Bélesta-en-Lauragais település Franciaországban, Haute-Garonne megyében. Lakosainak száma 112 fő (2022. január 1.). Bélesta-en-Lauragais Les Cassés, Juzes, Mourvilles-Hautes, Saint-Félix-Lauragais és Vaux községekkel határos.

## Népesség
A település népességének változása:
| Lakosok száma | 74   | 72   | 66   | 107  | 106  | 106  | 115  | 111  | 109  | 112  |
|               | 1968 | 1982 | 1990 | 2006 | 2013 | 2015 | 2017 | 2019 | 2020 | 2022 |